# ジミーチュウ
「ジミーチュウ」(JIMMY CHOO)は、マレーシア出身の靴職人ジミー・チュウとイギリス版『ヴォーグ』誌の編集者タマラ・メロンの共同創始による、1996年設立のイギリス発のファッションブランド。高級婦人靴やバッグをはじめ、サイフやサングラスなどの製品を展開、大英帝国勲章や数多のファッション賞を受けてきたほか、ダイアナ元皇太子妃など世界中のセレブリティに愛好されてきたことからも著名で、テレビドラマや映画などにも多く登場している。  官能的でファッション性の高いデザイン、卓越したイタリアのクラフツマンシップは洗練された女性から支持を得て、ファースト・コレクションはたちまち成功、絶賛された。世界的なラグジュアリー・ビジネスを創り上げるという目標のもと、ジミー チュウは外部からの投資を受けることで、製品のカテゴリー、チャネル、そして流通地域など大幅な拡張に着手した。
セレブリティ・ファッションの代名詞でもあるジミー チュウは、いち早くレッドカーペットの常連となったブランドのひとつである。華やかな女優陣がジミー チュウのシューズやバッグを着用して優雅に歩くレッドカーペットは、この上なく絶好のランウェイと言えるだろう。現在ではセレブリティからロイヤルファミリー、ミュージシャン、ファーストレディまで、多くのスタイルアイコンに愛されている。
2009年に発売したスタースタッズシリーズが世界で大ヒットし一躍有名となり、靴売り場の定番的な存在となった。

チーフクリエイティブオフィサーを務めていたメロンが2011年に退任。現在は、チュウ氏の姪にあたるサンドラ・チョイがクリエイティブディレクターを務めている。

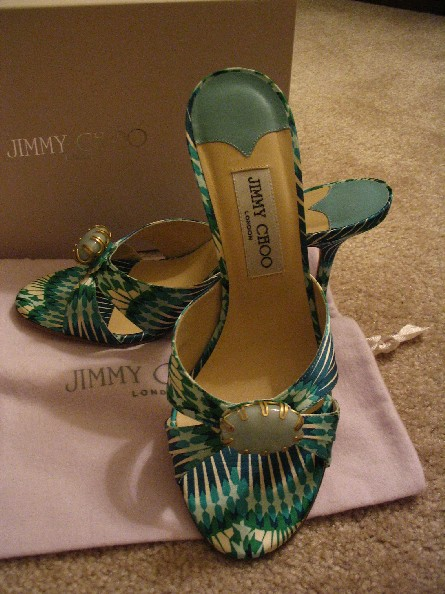
「ジミーチュウ」の靴（2005年）

## 来歴
- 1996年 - 創業。株式を50/50でジミーと出資者トム・イヤーダイが保有する会社で、トムはCEO及び取締役会長、タマラが代表取締役社長に就任。
- 2007年 - タワーブルック社が「ジミー・チュウ Ltd.」を買収。
- 2011年 - ドイツのラベルクス・グループが買収。

## ジミー・チュウ
創始者のジミー・チュウ(Jimmy Choo)は、1954年11月15日、マレーシアのジョージタウン生まれ。実家は靴工房であった。1963年に初めて靴を制作。1983年にイギリスのコードウェイナーズ・テクニカル・カレッジ（旧：レザー・トレード・スクール）を卒業。1996年、タマラ・メロンとともに「ジミーチュウ」を設立した。 会社設立は1996年、ジミー・チュウ氏の姪にあたるサンドラ・チョイは、イーストエンドのアトリエ時代からデザインを任され、クリエイティブ・ディレクターとして事業に参画、現在もそのポジションに就いている。ジミー・チュウ氏は2001年にブランドから離れた。